# Cryptocentrum latifolium
Cryptocentrum latifolium är en orkidéart som beskrevs av Rudolf Schlechter. Cryptocentrum latifolium ingår i släktet Cryptocentrum, och familjen orkidéer. Inga underarter finns listade i Catalogue of Life.